# Heinrich Joseph Dietrich von Daun
Graf Heinrich Josef Dietrich Martin von und zu Daun (* 1. September 1678; † 31. Januar 1761) war k.k. Feldmarschall.
Seine Eltern waren Wilhelm Johann Anton von und zu Daun (* 1621; † 7. Juni 1706) und dessen Ehefrau Anna Maria Magdalena von Althann (1635–1712).
Er kämpfte im Spanischen Erbfolgekrieg und war Oberst im Infanterie-Regiment Wenzel. Er wurde bei Turin verwundet, nahm aber dann am Sturm auf Gaeta teil. Daun wurde am 24. Mai 1708 bereits zum kaiserlicher Generalfeldwachtmeister befördert, anschließend kam er in den Piemont und nahm an den Kämpfen um die Festung Fenestrelle teil
Während des 6. Türkenkrieges wurde er am 28. Mai 1716 zum Feldmarschalleutnant und kämpfte bei Peterwardein und Belgrad. Danach wurde er am 24. November 1718 zum Hofkriegsrat ernannt und war ab 1720 zudem eine Reihe von Jahren Kommandant von Stadt und Festung Ofen.
Außerdem wurde er am 26. Oktober 1723 Feldzeugmeister und am 16. März 1741 zum Feldmarschall ernannt.

## Familie
Er heiratete 1714 Maria Leopoldine Wlaschim (1697–1734), Erbin der Herrschaft Jamnitz. Das Paar hatte einen Sohn:
- Maximilian Franz Xaver (* 3. Oktober 1721; † 1790), Landrat in Niederösterreich[1]

⚭ 1760 Maria Josepha von Kinsky (1738–1767), Tochter von Franz Ferdinand Kinsky
⚭ 1768 Maria Josepha von Wilczeck (* 1741; † 24. März 1771), Tochter von Joseph Balthasar von Wilczek
⚭ 1773 Maria Antonia von Wilczeck (* 24. August 1754;  ), Tochter von Joseph Maria Caspar von Wilczeck (1700–1777)
Nach dem Tod seiner ersten Frau heiratete er im September 1734 Maria Theresia von Colloredo (* 1714; † 25. Februar 1791). Das Paar hatte mehrere Töchter:
- Maria Antonia (* 7. August 1735; † 1778) ⚭ 1757 Graf Maria Carl von Saurau (1718–1778), Eltern von Franz Josef von Saurau
- Maria Franziska de Paula (* 1. April 1737; † 29. November 1753)
- Maria Ernestine (* 9. Oktober 1738; † 17. November 1750)